# Tau Aquilae
Tau Aquilae (63 Aquilae) é uma estrela na direção da constelação de Aquila. Possui uma ascensão reta de 20h 04m 08.31s e uma declinação de +07° 16′ 40.6″. Sua magnitude aparente é igual a 5.51. Considerando sua distância de 527 anos-luz em relação à Terra, sua magnitude absoluta é igual a −0.53. Pertence à classe espectral K0III.